# Martin Wikelski
Martin Wikelski (* 18. November 1965 in München) ist ein deutscher Biologe und Ornithologe. Er ist Professor an der Universität Konstanz und Direktor des Max-Planck-Instituts für Verhaltensbiologie (bis 2019 Teil des Max-Planck-Instituts für Ornithologie) in Konstanz und Radolfzell.

## Leben
1991 schloss er sein Biologiestudium an der Ludwig-Maximilians-Universität München ab. 1994 promovierte er an der Universität Bielefeld in Verhaltensökologie. Es folgten Post-Doktoranden-Stellen an der University of Washington in Seattle und dem Smithsonian Tropical Research Institute sowie Anstellungen als Assistenzprofessor an der University of Illinois und an der Princeton University, wo er 2005 eine Lebenszeitprofessur antrat. 2008 kehrte Wikelski aus den USA nach Deutschland zurück und wurde Professor für Ornithologie an der Universität Konstanz und Direktor des Max-Planck-Instituts für Ornithologie in Radolfzell am Bodensee. Von 2009 bis 2011 war er Vorstandssprecher der International Max Planck Research School for Organismal Biology.
Wikelski forscht über globale Tierwanderungen. Er ist unter anderem als wissenschaftlicher Beirat der Deutschen Ausgabe von National Geographic und seit 2018 als Fellow der National Geographic Society in Washington, D. C. Außerdem fungierte er als wissenschaftlicher Berater der Serie Great Migrations – Das große Wunder der Tierwanderungen des National Geographic Channel.

## Icarus-Projekt
Wikelski ist Leiter des Icarus-Projekts (International Cooperation for Animal Research Using Space). Ziel des Icarus-Projekts ist es, mit aufwendiger Technik das Verhalten der Tiere zu verstehen. Das Projekt wurde unter anderem von der russischen Raumfahrtagentur Roskosmos und dem Deutschen Zentrum für Luft- und Raumfahrt (DLR) unterstützt, bis Roskosmos im März 2022 einseitig die Verbindung zur ISS kappte.
Wikelski gilt als der Erfinder des Internets der Tiere, der davon überzeugt ist, dass über ein bestimmtes System die Tiere untereinander und mit ihrer Umgebung Informationen austauschen. Mit hochmoderner Technik lässt sich das System anzapfen, analysieren und bewerten. Vom Weltraum aus können von der Internationalen Raumstation (ISS) die Bewegungen von 100.000 Vögeln, Fledermäusen, Fischen und Säugetieren auf der ganzen Welt mit Sendern verfolgt werden.

## Forschung während der Covid-19-Pandemie
Wikelski untersuchte 2020 mit einem internationalen Konsortium von Forschern, wie sich die Covid-19-Pandemie und der daraus folgenden Lockdown auf die Tierwelt auswirken. Mithilfe der Daten von Mini-Sendern, mit denen weltweit Wildtiere ausgestattet wurden, wird überprüft, ob sich die Bewegungsmuster von Tieren ändern und ob die Fauna von Corona-Beschränkungen profitiert. Als Ergebnis definierten sie u. a. die Anthropause und stellten die positiven Umweltauswirkungen der COVID-19-Pandemie der weltweiten Massenquarantäne (Lockdown) auf die Tierwelt und die Umwelt heraus.

## Auszeichnungen
- 2020 Verdienstorden des Landes Baden-Württemberg
- 2016 Max-Planck-Forschungspreis
- 2014 Mitglied der Deutschen Akademie der Naturforscher Leopoldina[10]
- 2010 National Geographic Adventurer of the Year[11]
- 2008 National Geographic Emerging Explorer[12]
- 2000 Bartolomew-Preisträger der Gesellschaft für Integrative und Vergleichende Biologie, USA[1]
- 1998 Niko-Tinbergen-Preisträger der Ethologischen Gesellschaft e.V.[1]

## Publikationen (Auswahl)
- Bernhard Gall, Martin Wikelski. Reiseführer Natur, Brasilien, Venezuela, BLV Verlagsgesellschaft, München/Wien/Zürich 1993, ISBN 978-3-405-14320-6.
- Martin Wikelski, Elisa M Tarlow, Arlo Raim, Robert H Diehl, Ronald P Larkin, G Henk Visser: Costs of migration in free-flying songbirds. In Nature Nr. 423, 2003, S. 704.
- William W Cochran, Henrik Mouritsen, Martin Wikelski: Migrating songbirds recalibrate their magnetic compass daily from twilight cues. In Science Nr. 304, 2004, S. 405–408.
- Melissa S Bowlin, William W Cochran, Martin Wikelski: Biotelemetry of New World thrushes during migration: Physiology, energetics and orientation in the wild. Integrative & Comparative Biology Nr. 45, 2005, S. 295–304.
- Steven J Cooke, Scott G Hinch, Martin Wikelski, Russel D Andrews, Louise J Kuchel, Thomas G Wolcott, Patrick J Butler: Biotelemetry: a mechanistic approach to ecology. In TRENDS in Ecology and Evolution Nr. 19, 2004, S. 335–343.
- William W Cochran, Martin Wikelski. Individual migratory tactics of New World Catharus thrushes: current knowledge and future tracking options from space In Birds of Two Worlds hrsg. von Russel Greenberg, Peter P Marra, 2005, S. 274–289.